# 明石香織
明石 香織（あかし かおり、1982年2月12日 - ）は、日本の女性声優。大沢事務所所属。青森県出身。

## 人物
文学座附属演劇研究所本科卒。

## 出演
太字はメインキャラクター。

### テレビアニメ
2006年
- すもももももも〜地上最強のヨメ〜（悪ガキ、純子）

2007年
- 月面兎兵器ミーナ（うぐいす嬢、おばさん）
- げんしけん2（女子A）
- 神曲奏界ポリフォニカ（看護師B）
- ななついろ★ドロップス（女の子）

2008年
- 銀魂（カイ）
- 乃木坂春香の秘密（城内放送、セレブA）
- BLASSREITER（タデウシュ、オペレーター1）

2009年
- クイーンズブレイド 流浪の戦士（女兵士）
- 東のエデン（女子大生A）

2010年
- いちばんうしろの大魔王（阿九斗（子供時代）、女魔法使い、D13、レポーター）

2014年
- Wake Up, Girls!（2014年 - 2017年、六代陽子 / 男鹿なまはげーず）- 2シリーズ

### 劇場アニメ
- 空の境界（2007年、黒桐の母）

### OVA
- エコエコアザラク（2007年、仲居、女子生徒）
- COBRA THE ANIMATION コブラ ザ・サイコガン（2008年、ニュースキャスター、パンサー）
- XXXHOLiC 春夢記（2009年、旅館の女性E）
- クイーンズブレイド 美しき闘士たち（2010年、兵士）

### ゲーム
- カドゥケウス ニューブラッド（2008年、辻香奈枝）

### ドラマCD
- キスとDO-JIN!〜王子様はカリスマ大手!?〜（女A）
- 真夜中に降る光（ケイコ）

### 吹き替え

#### 俳優
マギー・グレイス
- 96時間シリーズ（キム・ミルズ）
  - 96時間
  - 96時間/リベンジ
  - 96時間/レクイエム

#### 映画
- アイアンマン ※劇場公開版
- 恋するベーカリー

#### テレビドラマ
- 恐竜SFドラマ プライミーバル 第2章 #2
- コールドケース4 #11、21
  - コールドケース5 #10
- 碧血剣（安小慧）
- ハーパーズ・アイランド 惨劇の島（ベス・バリントン）
- プリズン・ブレイク
- 私はラブ・リーガル2

### テレビドラマ
- 東野圭吾3週連続スペシャル・ブルータスの心臓

### ナレーション
- Foot!（金曜　2012-13シーズン　隔週。「明石リリィ」名）

## ディスコグラフィ

### キャラクターソング
| 発売日        | 商品名          | 歌           | 楽曲                    | 備考                                                  |
| ------------- | --------------- | ------------ | ----------------------- | ----------------------------------------------------- |
| 2016年3月25日 | Wake Up, Best!2 | なまはげーず | 「無限大ILLUSION」      | 劇場アニメ『Wake Up, Girls! Beyond the Bottom』挿入歌 |
| 2018年3月28日 | Wake Up, Best!3 | なまはげーず | 「無限大ILLUSION 2017」 | テレビアニメ『Wake Up, Girls! 新章』挿入歌            |

### シリーズ一覧
1. ↑  第1期（2014年）、第2期『新章』（2017年）

### ユニットメンバー
1. ↑  洞内愛、明石香織、小笠原早紀